# Мэдден, Ричард Роберт
Ричард Роберт Мэдден (англ. Richard Robert Madden; 1798, Дублин — 5 февраля 1886, там же) — английский писатель, историк.

## Биография
Изучал медицину в Париже, Неаполе и Эрлангене, работал врачом в разных странах Европы. С 1829 г. преподавал в лондонском Королевском колледже врачей и хирургов. В 1833 г. Мэдден отправился на Ямайку, и с этого времени основная его деятельность связана с борьбой против рабства и работорговли. В 1836 г. он был командирован на Кубу в рамках британо-испанского соглашения по борьбе с работорговлей, в 1839 г. назначен верховным судьёй Ямайки, в 1841—1843 гг. занимался проблемой работорговли в Западной Африке. В 1850 г. вернулся в Дублин, где и провёл оставшуюся часть жизни.

## Творчество
Мэддену принадлежит ряд исследований и памфлетов по проблемам рабства и работорговли, в том числе «Двенадцать месяцев в Вест-Индии во время отмены рабства» (англ. Twelve Months' Residence in the West Indies, during the Transition from Slavery to Apprenticeship; Филадельфия, 1835) и «Работорговля и рабство» (англ. The Slave-Trade and Slavery; 1843), вызвавшей особенно бурный резонанс в Англии из-за показанных в ней взаимосвязей между морскими и торговыми интересами Англии и рабством в британских колониях. Описанию его жизни на Кубе и Ямайке посвящена книга «Путешествия по Вест-Индии» (англ. Travels in the West Indies; 1838—1840); отдельно Кубе посвящён труд «Остров Куба: его ресурсы, развитие и перспективы» (англ. The Island of Cuba: its Resources, Progress, and Prospects; 1849).
В ирландский период жизни Мэдден пишет ряд книг по истории Ирландии и англо-ирландских взаимоотношений, в том числе «Взаимосвязи ирландского королевства с английской короной» (англ. Connection of the Kingdom of Ireland with the Crown of England; 1845) и подробно описывавший события, предшествовавшие восстанию 1798 года, труд «The Lives and Times of the United Irishmen» (1842—1846; новое издание 1874). В связи с англо-ирландским противостоянием находятся и книги Мэддена по истории права: «История законодательства против католиков» (англ. History of the Penal Laws enacted against Roman Catholics; 1845) и «Исторический обзор учреждений и ослаблений антикатолического законодательства» (англ. Historical Notice of the Operations and Relaxations of the Penal Laws against Roman Catholics; 1865).
Кроме того, Мэддену принадлежат также книги «Жизнь и мученичество Савонаролы» (англ. The life and martyrdom of Savonarola; 1854), «Галилей и инквизиция» (англ. Galileo and the inquisition; 1863), «История ирландской периодической печати» (англ. The history of irish periodical literature; 1867), биография ирландской писательницы М. Блессингтон и др.